# Fuori target
Fuori target è il diciottesimo album di Drupi, pubblicato nel 2007.
Primo album pubblicato per la Proxima Centauri, etichetta discografica fondata da Drupi, è stato interamente scritto dal cantante insieme alla moglie Dorina Dato con la quale duetta nel brano E finalmente canto.
Fuori target è il modo con cui le radio italiane chiamano i brani poco radiofonici ed il titolo dell'album è la risposta ironica del cantante che, grazie alla propria casa discografica, si può permettere di produrre musica senza vincoli dettati da scadenze di mercato o da generi musicali ma solo per la bontà della musica stessa.

## Tracce
1. Parla con me – 4:41 (Drupi-Dorina Dato)
2. Lo voglio piccolo – 4:29 (Drupi-D. Dato)
3. Ma io rinascerò – 4:29 (Drupi-D. Dato)
4. Le mele che sforni – 3:39 (Drupi-D. Dato)
5. È per te che guarirò – 4:03 (Drupi-D. Dato)
6. Tu mi dirai di si – 3:53 (Drupi-D. Dato)
7. Piccola così – 4:03 (Drupi-D. Dato)
8. Sia quel che sia – 3:52 (Drupi-D. Dato)
9. DoriDo – 4:47 (Drupi-D. Dato)
10. Imparerò – 4:06 (Drupi-D. Dato)
11. E finalmente canto – 4:39 (Drupi-D. Dato)

## Musicisti
- Drupi: voce:
- Giorgio Cocilovo: chitarra
- Lele Melotti: batteria
- Luca Boscagin: chitarra
- Leandro Gaetano: tastiera, programmazione
- Dorina Dato: tastiera, cori, chitarra
- Maurizio Bonizzoni/DJSkizo: scratches e remix in Parla con me
- Sandro Orrù/DJGruff: Rap in Parla con me
- Arrangiamenti: Drupi e Leandro Gaetano